# Myrmecaelurus glaseri
Myrmecaelurus glaseri is een insect uit de familie van de mierenleeuwen (Myrmeleontidae), die tot de orde netvleugeligen (Neuroptera) behoort. 
Myrmecaelurus glaseri is voor het eerst wetenschappelijk beschreven door Hölzel in 1972.